# 红梅赞
《红梅赞》，阎肃词，羊鸣、姜春阳、金砂曲。创作于1964年，为歌剧《江姐》第一唱段的一首歌曲及该歌剧的主旋律。在1978年上海电影制片厂根据舞台演出本拍摄了同名舞台歌剧艺术电影《江姐》的一首插曲。2010年，CCTV-1首播的电视剧《江姐》的主题曲。

## 使用及改编
- 1978年，该曲为电影《江姐》的插曲。
- 2006年，该曲被收录在童丽的个人专辑《最爱》中。
- 2007年，该曲被收录在瀛凯文化出版的专辑《新音乐长征路 红色经典系列一》及《旋风 新音乐 长征路》中。
- 2008年，该曲被收录在黑鸭子的专辑《影视经典》中。
- 2010年，CCTV-1首播的电视剧《江姐》的主题曲。
- 2024年，CCTV-1首播的电视剧《山花烂漫时》的片尾曲（为传主张桂梅喜爱的歌曲）[2]。